# Gameleiras
Gameleiras là một đô thị thuộc bang Minas Gerais, Brasil. Đô thị này có diện tích 1733,399 km², dân số năm 2007 là 5226 người, mật độ 3,1 người/km².